# Psychrotroph
Als psychrotroph oder auch psychrotolerant werden Bakterien bezeichnet, die frost- bzw. kältetolerant sind. Im Gegensatz zu psychrophilen Bakterien können sie in einem größeren Temperaturbereich überleben.

## Vorkommen
Psychrotrophe Bakterien finden sich z. B. im Kühlschrank. Obwohl sie bei 7 °C keine optimalen Lebensbedingungen vorfinden, können sie sich dennoch vermehren. Eine höhere Vermehrungsrate weisen diese Bakterien bei über 20 °C auf.